# 粗度係数
粗度係数（そどけいすう）とは、河川の水が河床や河岸などと触れる際の抵抗量を示した数値。人工水路よりも起伏、曲線、障害物(水草、礫等)に富んだ自然河川の方が値は高くなる。

## 算出方法
粗度係数N は、マニング公式より求められ、次式で表される：
{\displaystyle N={\frac {R^{2/3}I^{1/2}}{V}}}
ここで、
- V は平均流速 [m/s]
- I は勾配
- R = A /Sは径深 [m]
- A は流積 [m2]
- S は潤辺 [m]

## 特徴
- 実用公式

摩擦損失係数がレイノルズ数や相対粗度（粗度高さと水深の比）の関数となり水理条件により変化するのに対して、マニングの粗度係数は広い水理条件のなかで変化が少ないことがわかっており、この点で実用的。
- 定常流という前提

マニングの公式は時間がたっても流量が変化しないという定常流が前提である。よってN の値は常に変化する。
- 次元

粗度係数は無次元量ではなく、[長さ]−1/3×[時間]の次元を持っている。標準は長さにメートル（記号: m）、時間に秒（記号: s）の単位を使用する。
- 抵抗係数の表示

抵抗係数f' は水路材料が決まっていても一定値ではない。だが、粗度係数N は水路材料の粗さのみに関して定まる一定値とみなしてよいことが明らかになっている。実験式という弱点はあるが、開水路に限るとN を用いたほうが有益である。

## 概略値
長さにm（メートル）、時間にs（秒）の単位を使用している。
閉管路［暗渠］
真鍮管　 0.009～0.013
鋳鉄管　 0.010～0.016
鉄鋼管   0.010～0.017
純セメント平滑管   0.011～0.013
コンクリート管   0.011～0.016
人工水路
滑らかな木材　  0.010～0.014
コンクリート巻き   0.011～0.020
切石モルタル積み   0.013～0.017
粗石モルタル積み   0.017～0.030
粗石空積み   0.023～0.035
土を開削した水路、直線等断面     0.014～0.025
土を開削した水路、蛇行不等断面   0.023～0.030
岩盤に開削した水路、滑らか   0.025～0.040
岩盤に開削した水路、粗い   0.035～0.050
自然河川
線形、断面とも規則正しい、水深大 0.025～0.033
線形、水路床が礫、草岸 0.030～0.040
蛇行していて、淵瀬あり 0.33～0.045
蛇行していて、水深が小さい 0.040～0.055
水草が多いもの 0.50～0.080